# Rue Parent-de-Rosan
La rue Parent-de-Rosan est une voie du 16e arrondissement de Paris, en France.

## Situation et accès
La rue Parent-de-Rosan est une voie publique située dans le 16e arrondissement de Paris. Elle débute au 98, rue Boileau et se termine au 87-89, rue Michel-Ange.
Au no 20 rue Parent-de-Rosan commence l'avenue de La Frillière. La voie borde également la villa Mulhouse et deux de ses voies privées : la villa Dietz-Monnin (no 6 rue Parent-de-Rosan) et la villa Émile-Meyer (no 14). De l'autre côté de la rue se trouve aussi le hameau Michel-Ange (nos 21-25).

## Origine du nom
Elle porte le nom du philanthrope et érudit Charles-Félix Parent de Rosan (1798-1890).

## Historique
Cette voie, ouverte en 1836, fut appelée « impasse des Pauvres », puis « impasse Boileau », du nom du poète français Nicolas Boileau, comme la rue voisine. À l'origine, il s'agissait en effet d'une impasse de 170 mètres de long (contre 246 pour la voie actuelle) accessible depuis la rue Boileau. Elle est reliée à la rue Michel-Ange et prend sa dénomination actuelle par un arrêté du 16 juillet 1912, suivant la demande des riverains.

## Bâtiments remarquable et lieux de mémoire
- Côté nord-ouest, la rue longe le cimetière d'Auteuil, situé derrière un mur d'enceinte ancien, mais aucun accès ne s'y trouve ;
- Entrée à la villa Dietz-Monnin (villa Mulhouse) ;
- Entrée à la villa Émile-Meyer (villa Mulhouse) ;
- Arrière du Centre bus de la RATP du Point-du-Jour (1905) ; l'entrée principale est place de la Porte-de-Saint-Cloud.

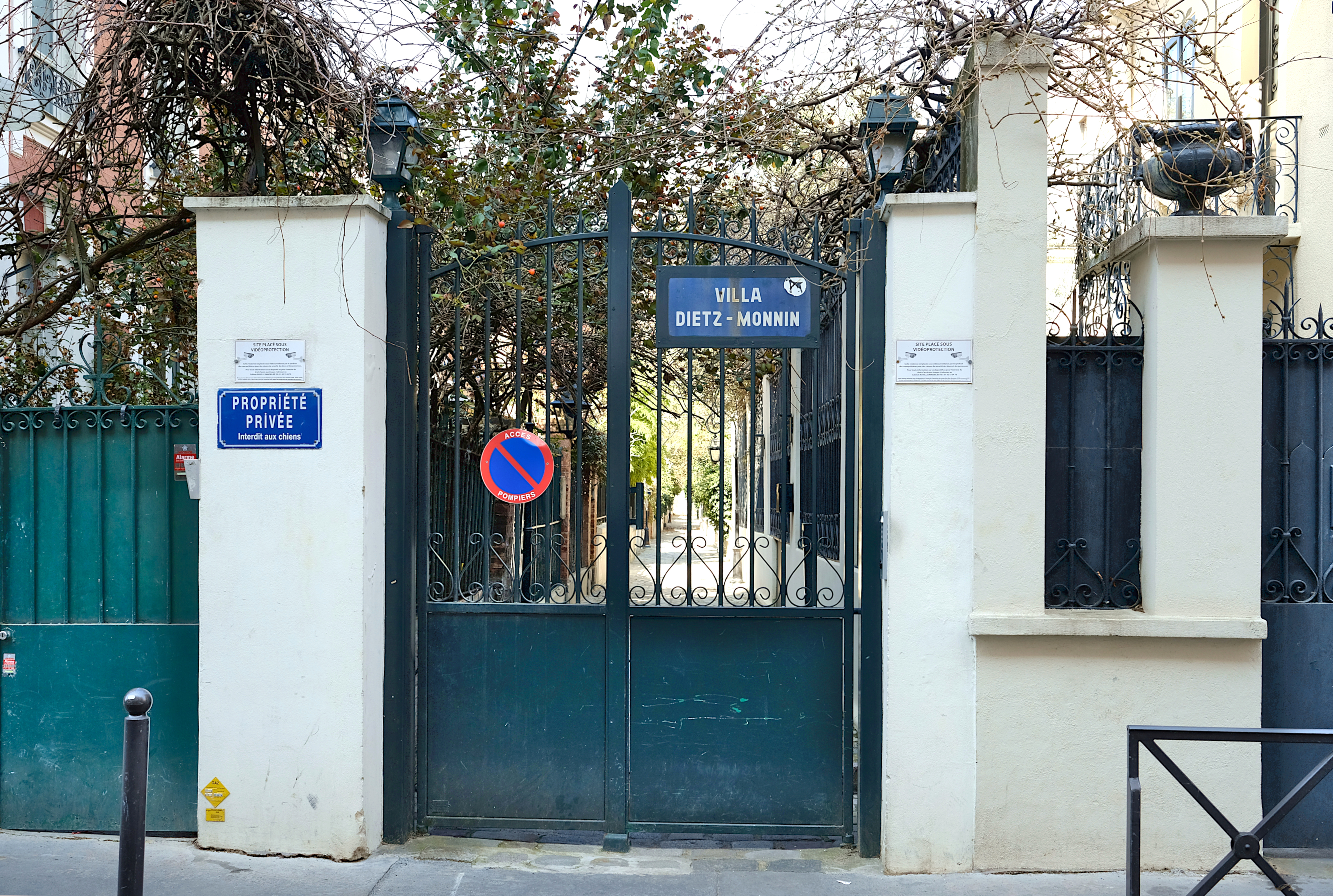
Entrée de la villa Dietz-Monnin.
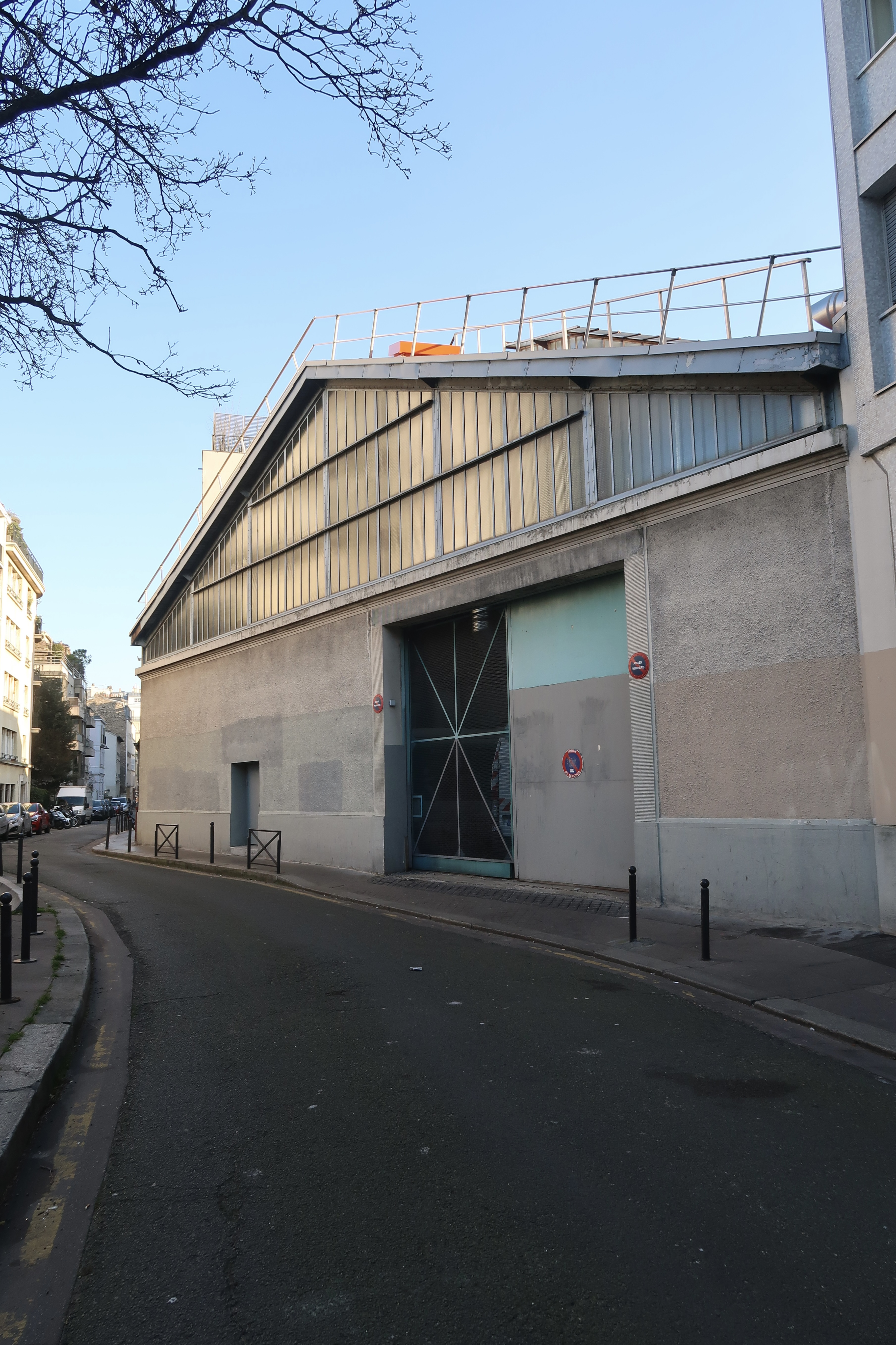
Photo du centre bus.